# Progress D-18T

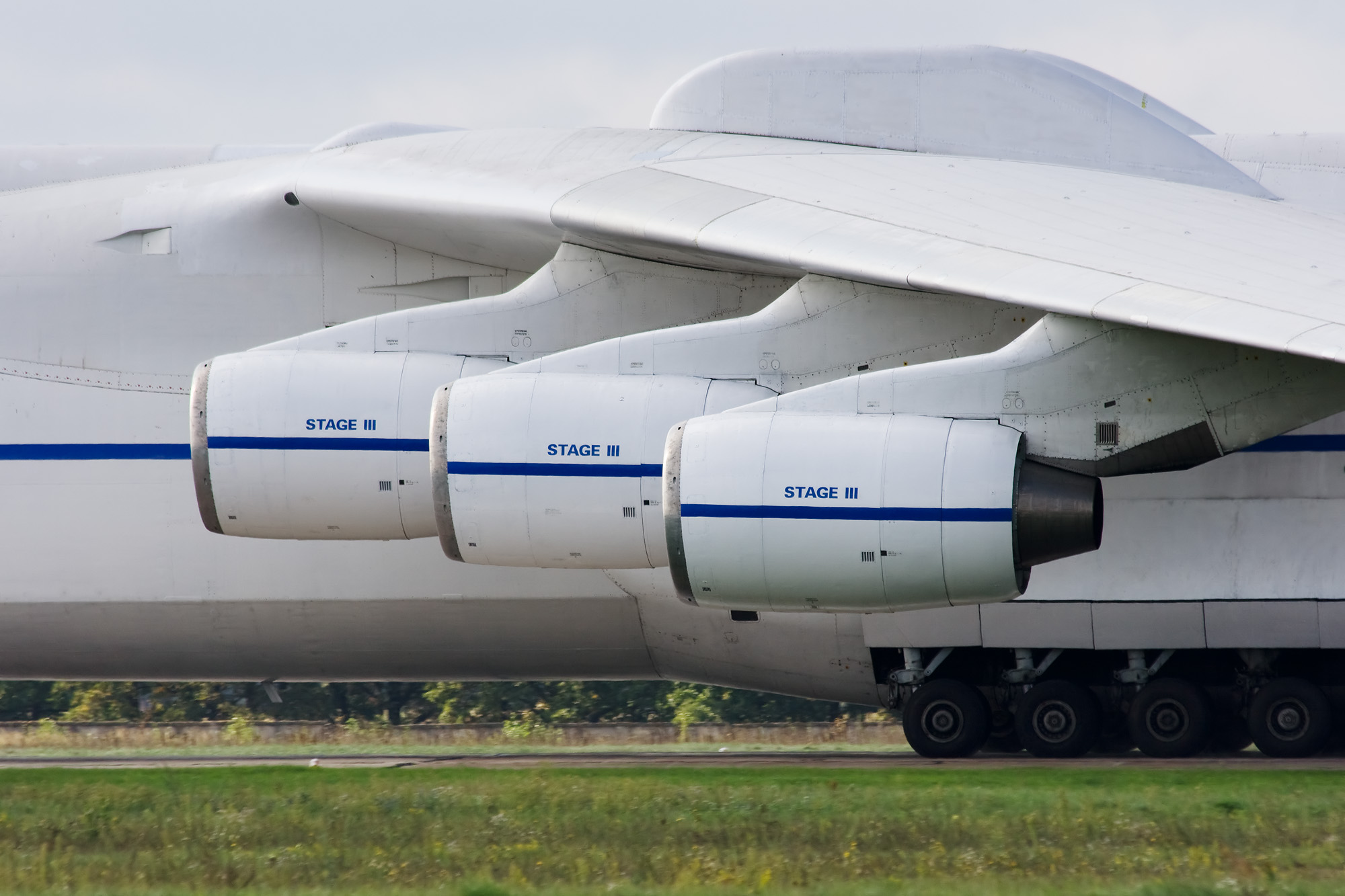
Silniki Progress D-18T zamontowane na samolocie An-225 Mrija

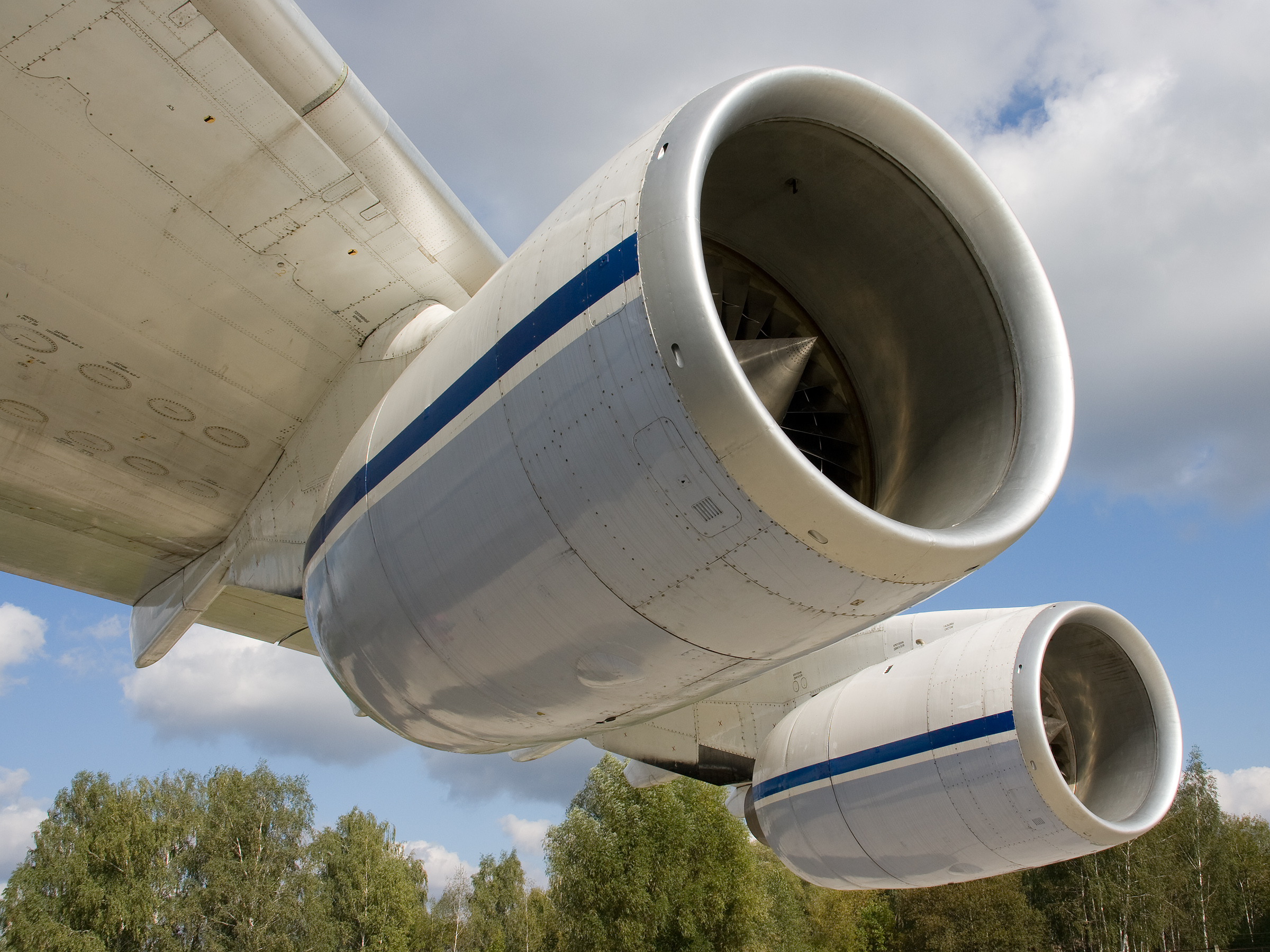
Silniki Progress D-18T zamontowane na samolocie An-124 Rusłan

Progress D-18T lub Łotariew D-18T – trójwałowy turbowentylatorowy, dwuprzepływowy silnik lotniczy o dużym stosunku dwuprzepływowości. Zaprojektowany w Związku Radzieckim, obecnie wytwarzane są przez ukraińską firmę Iwczenko-Progress do zastosowania na dużych samolotach transportowych. Silniki te napędzały transportowy samolot An-225 – największy używany samolot świata. Silnik posiada odwracacz ciągu.

## Historia
Silnik został zaprojektowany przez biuro konstrukcyjne Iwczenko-Progress, wytwarzany w ukraińskiej fabryce Motor-Sicz w Zaporożu. Był to pierwszy radziecki silnik odrzutowy, który osiągał ciąg powyżej 200 kN.
- 19 września 1980 – pierwsze naziemne testy silnika
- 24 grudnia 1982 – pierwszy lot (silnik zabudowany na samolocie An-124)

W 2009 eksploatowano 188 silników D-18T o łącznym nalocie wynoszącym ponad 1 milion godzin.

## Samoloty
Samoloty, które napędzane są przez silniki D-18T